# سوتچی امام
سوتچی امام (به ترکی: Sütçü İmam) با نام اصلی امام علی از ائمه مسجد چینارلی از مساجد شهر قهرمان ماراش ترکیه بود که در سال ۱۸۷۱ میلادی در شهر قهرمان ماراش به دنیا آمد. مردم نام وی را به دلیل آنکه با فروش شیر گذران زندگی می‌کرد سوتچی امام (امام شیرفروش) نهاده بودند.
در دوره زندگی وی، شهر قهرمان ماراش در اشغال فرانسوی‌ها بود و اداره شهر را نیز ارامنه بر عهده داشتند.
در ۳۱ اکتبر سال ۱۹۱۹ سه زن برقع پوش ترک که از حمام خارج شده بودند مورد حمله لفظی چند سرباز ارمنی و فرانسوی قرار می‌گیرند.
سربازان خطاب به زنان ترک می‌گویند که «اینجا دیگر از آن ترکها نیست، در خاک فرانسه نمی‌توان با برقع رفت‌وآمد کرد» و برقع زنان را پاره می‌کنند.
اولین فردی که به آنان اعتراض می‌کند چخماقچی سعید است که ضمن کافرزاده خطاب کردن سربازان فرانسوی و ارمنی، به سوی آنها هجوم می‌برد اما مورد اصابت گلوله سربازان قرار گرفته و در آنجا کشته می‌شود.
در این هنگام سوتچی امام سلاح خود را کشیده و یکی از سربازان را به قتل می‌رساند. در اول نوامبر سال ۱۹۱۹ مراسم تشییع جنازه بزرگی برای سرباز ارمنی مقتول ترتیب داده می‌شود و سربازان فرانسوی-ارمنی به دنبال سوتچی امام می‌گردند اما او را نمی‌یابند. درگیری سوتچی امام با اشغالگران فرانسوی و سربازان ارمنی جرقه مبارزات مردم قهرمان ماراش با استعمار فرانسه را می‌زند و وی را آغازگر مبارزه مردم قهرمان ماراش با اشغال فرانسه می‌دانند.درگیری ای که در نهایت به عقب‌نشینی سربازان فرانسوی از شهر قهرمان ماراش و پایان اشغال این شهر از سوی نیروهای خارجی ختم می‌شود.
پس از آزادسازی ماراش، مسئولیت توپخانه در یک قلعه را بر عهده می گیرد. بر اساس برخی گزارش ها، در جشن های سالگرد  آزادسازی قهرمان ماراش، در حالی که 101 گلوله توپ شلیک شد، یکی از توپ ها داغ و منفجر میشود و تکه ای از  آن به پیشانی سوتچی برخورد می کند وی دو روز در بیمارستان بستری می شود اما معالجه موثر نبوده و وی در می گذرد. 
دانشگاه شهر قهرمان ماراش به یادبود نام وی دانشگاه سوتچی امام نام گرفته‌است.